# Золотой орёл (кинопремия, 2003)
Национальная премия «Золотой орёл» за 2002 год — кинопремия, присужденная в 2003 году Национальной Академией кинематографических искусств и наук России с целью поддержания отечественного кинематографа, сохранения культурной самобытности и основ национального кинопроизводства, поощрения и пропаганды лучших произведений российского и зарубежного киноискусства.
Торжественная церемония вручения Национальной премии в области кинематографии «Золотой орёл» за 2002 год прошла 25 января 2003 года в Первом павильоне «Мосфильма». Лауреаты премии «Золотой орёл» за 2002 год были определены накануне проведения торжественной Церемонии прямым тайным голосованием членов и членов-корреспондентов Академии.

## Отбор номинатнов
На соискание премии в 20 номинациях рассматривались:
- Отечественные кинофильмы [комм 1], впервые показанные в России в период с 1 ноября 2001 года по 31 октября 2002 года.
- Отечественные сериалы и телефильмы, первый показ которых был завершен в период с 1 сентября 2001 года по 31 августа 2002 года.
- Зарубежные кинофильмы, выпущенные в прокат на территории Российской Федерации в период с 1 ноября 2001 года по 31 октября 2002 года.

Для отбора номинантов был сформирован экспертный совет который рассмотрел игровые фильмы, а также неигровые фильмы, сериалы и телесериал, и предоставил рекомендательные списки. По данным спискам путём тайного голосования членами Академии был проведен отбор номинантов. Пять фильмов были выбраны в номинации «Лучший фильм» и по три номинанта в во всех остальных номинациях.
Накануне торжественной церемонии был проведен второй этап тайного голосования для определения победителя в каждой из номинаций. Также, по решению Президиума Академии, вручены специальная премии.

## Список номинантов и лауреатов
★ Победители выделены отдельным цветом. 
| Номинация                                    | Лауреаты и номинанты                                                                            | Лауреаты и номинанты                                                                       | Лауреаты и номинанты |
| -------------------------------------------- | ----------------------------------------------------------------------------------------------- | ------------------------------------------------------------------------------------------ | -------------------- |
| Лучший игровой фильм                         | ★ «Кукушка» продюсер: Сергей Сельянов; режиссёр: Александр Рогожкин                             | ★ «Кукушка» продюсер: Сергей Сельянов; режиссёр: Александр Рогожкин                        |                      |
| Лучший игровой фильм                         | • «Война» продюсер: Сергей Сельянов; режиссёр: Алексей Балабанов                                |                                                                                            |                      |
| Лучший игровой фильм                         | • «Дом дураков» продюсер: Феликс Клейман, Андрей Кончаловский; режиссёры: Андрей Кончаловский   |                                                                                            |                      |
| Лучший игровой фильм                         | • «Звезда» продюсер: Карен Шахназаров, Александр Литвинов; режиссёр: Николай Лебедев            |                                                                                            |                      |
| Лучший игровой фильм                         | • «Письма к Эльзе» продюсер: Игорь Масленников, Андрей Разумовский; режиссёр: Игорь Масленников |                                                                                            |                      |
| Лучший игровой телевизионный фильм           | ★ «Спецназ» режиссёр: Андрей Малюков                                                            | ★ «Спецназ» режиссёр: Андрей Малюков                                                       |                      |
| Лучший игровой телевизионный фильм           | • «Next» режиссёр: Олег Фомин                                                                   |                                                                                            |                      |
| Лучший игровой телевизионный фильм           | • «Азазель» режиссёр: Александр Адабашьян                                                       |                                                                                            |                      |
| Лучший игровой телевизионный сериал          | ★ «Дальнобойщики» режиссёр: Юрий Кузьменко                                                      | ★ «Дальнобойщики» режиссёр: Юрий Кузьменко                                                 |                      |
| Лучший игровой телевизионный сериал          | • «Остановка по требованию 2» режиссёр: Джаник Файзиев                                          |                                                                                            |                      |
| Лучший игровой телевизионный сериал          | • «Убойная сила 3. Предел прочности» режиссёр: Сергей Снежкин                                   |                                                                                            |                      |
| Лучший неигровой фильм                       | ★ «Охота на ангела или Четыре любви поэта и прорицателя» режиссёр: Андрей Осипов                | ★ «Охота на ангела или Четыре любви поэта и прорицателя» режиссёр: Андрей Осипов           |                      |
| Лучший неигровой фильм                       | • «Живи и радуйся» режиссёр: Юрий Шиллер                                                        |                                                                                            |                      |
| Лучший неигровой фильм                       | • «Форсаж» режиссёр: Наталья Гугуева                                                            |                                                                                            |                      |
| Лучший анимационный фильм                    | ★ «Кошки под дождём» режиссёр: Алексей Демин                                                    | ★ «Кошки под дождём» режиссёр: Алексей Демин                                               |                      |
| Лучший анимационный фильм                    | • «Привет из Кисловодска» режиссёр: Дмитрий Геллер                                              |                                                                                            |                      |
| Лучшая режиссёрская работа                   |                                                                                                 | ★ Александр Рогожкин за фильм «Кукушка»                                                    |                      |
| Лучшая режиссёрская работа                   | • Николай Лебедев за фильм «Звезда»                                                             |                                                                                            |                      |
| Лучшая режиссёрская работа                   | • Андрей Кончаловский за фильм «Дом дураков»                                                    |                                                                                            |                      |
| Лучший режиссёрский дебют                    |                                                                                                 | ★ Андрей Прошкин за фильм «Спартак и Калашников»                                           |                      |
| Лучший режиссёрский дебют                    | • Константин Мурзенко за фильм «Апрель»                                                         |                                                                                            |                      |
| Лучший режиссёрский дебют                    | • Александр Котт за фильм «Ехали два шофёра»                                                    |                                                                                            |                      |
| Лучший сценарий                              |                                                                                                 | ★ Александр Рогожкин за фильм «Кукушка»                                                    |                      |
| Лучший сценарий                              | • Алексей Балабанов за фильм «Война»                                                            |                                                                                            |                      |
| Лучший сценарий                              | • Алла Криницина за фильм «Спартак и Калашников»                                                |                                                                                            |                      |
| Лучшая женская роль                          |                                                                                                 | ★ Наталья Гундарева за роль Анны Гусаровой в фильме «Ростов-Папа»                          |                      |
| Лучшая женская роль                          | • Юлия Высоцкая за роль Жанны в фильме «Дом дураков»                                            |                                                                                            |                      |
| Лучшая женская роль                          | • Туйара Свинобоева за роль Мергени в фильме «Река»                                             |                                                                                            |                      |
| Лучшая мужская роль                          |                                                                                                 | ★ Виктор Бычков за роль Ивана Картузова / Пшолты в фильме «Кукушка»                        |                      |
| Лучшая мужская роль                          | • Алексей Чадов за роль Ивана в фильме «Война»                                                  |                                                                                            |                      |
| Лучшая мужская роль                          | • Алексей Петренко за роль коллекционера в фильме «Коллекционер»                                |                                                                                            |                      |
| Лучшая женская роль второго плана            |                                                                                                 | ★ Ольга Волкова за роль Яги в фильме «Сказ про Федота-Стрельца»                            |                      |
| Лучшая женская роль второго плана            | • Александра Куликова за роль Аллы в фильме «Апрель»                                            |                                                                                            |                      |
| Лучшая женская роль второго плана            | • Виктория Толстоганова за роль Тамары в фильме «Антикиллер»                                    |                                                                                            |                      |
| Лучшая мужская роль второго плана            |                                                                                                 | ★ Владислав Галкин за роль Сашка в фильме «Дальнобойщики»                                  |                      |
| Лучшая мужская роль второго плана            | • Андрей Мягков за роль царя в фильме «Сказ про Федота-Стрельца»                                |                                                                                            |                      |
| Лучшая мужская роль второго плана            | • Анатолий Адоскин за роль Фуко в фильме «Дом дураков»                                          |                                                                                            |                      |
| Лучшая операторская работа                   | ★ Юрий Невский за фильм «Звезда»                                                                | ★ Юрий Невский за фильм «Звезда»                                                           |                      |
| Лучшая операторская работа                   | • Андрей Жегалов за фильм «Кукушка»                                                             |                                                                                            |                      |
| Лучшая операторская работа                   | • Сергей Астахов за фильм «Река»                                                                |                                                                                            |                      |
| Лучшая работа художника-постановщика         | ★ Павел Новиков за фильм «Сказ про Федота-Стрельца»                                             | ★ Павел Новиков за фильм «Сказ про Федота-Стрельца»                                        |                      |
| Лучшая работа художника-постановщика         | • Людмила Кусакова за фильм «Звезда»                                                            |                                                                                            |                      |
| Лучшая работа художника-постановщика         | • Владимир Светозаров за фильм «Кукушка»                                                        |                                                                                            |                      |
| Лучшая работа художника по костюмам          | ★ Наталья Замахина за фильм «Сказ про Федота-Стрельца»                                          | ★ Наталья Замахина за фильм «Сказ про Федота-Стрельца»                                     |                      |
| Лучшая работа художника по костюмам          | • Марина Николаева за фильм «Кукушка»                                                           |                                                                                            |                      |
| Лучшая работа художника по костюмам          | • Надежда Васильева за фильм «Река»                                                             |                                                                                            |                      |
| Лучшая музыка к фильму                       | ★ Алексей Рыбников за музыку к фильму «Звезда»                                                  | ★ Алексей Рыбников за музыку к фильму «Звезда»                                             |                      |
| Лучшая музыка к фильму                       | • Исаак Шварц за музыку к фильму «Дикарка»                                                      |                                                                                            |                      |
| Лучшая музыка к фильму                       | • Владимир Дашкевич за музыку к фильму «Остановка по требованию»                                |                                                                                            |                      |
| Лучший монтаж фильма                         | ★ Александр Чупаков за фильм «В движении»                                                       | ★ Александр Чупаков за фильм «В движении»                                                  |                      |
| Лучший монтаж фильма                         | • Вера Круглова за фильм «Любовник»                                                             |                                                                                            |                      |
| Лучший монтаж фильма                         | • Ольга Амосова за фильм «Сказ про Федота-Стрельца»                                             |                                                                                            |                      |
| Лучшая работа звукорежиссёра                 | ★ Максим Беловолов за фильм «Война»                                                             | ★ Максим Беловолов за фильм «Война»                                                        |                      |
| Лучшая работа звукорежиссёра                 | • Роланд Казарян за фильм «Апрель»                                                              |                                                                                            |                      |
| Лучшая работа звукорежиссёра                 | • Александр Погосян за фильм «Звезда»                                                           |                                                                                            |                      |
| Лучший зарубежный фильм в российском прокате | ★ «Амели» (Le Fabuleux destin d’Amélie Poulain) · режиссёр: Жан-Пьер Жёне Франция Германия      | ★ «Амели» (Le Fabuleux destin d’Amélie Poulain) · режиссёр: Жан-Пьер Жёне Франция Германия |                      |
| Лучший зарубежный фильм в российском прокате | • «Игры разума» (A Beautiful Mind) · режиссёр: Рон Ховард США                                   |                                                                                            |                      |
| Лучший зарубежный фильм в российском прокате | • «Пианистка» (La Pianiste) · режиссёр: Михаэль Ханеке · Австрия Франция Германия               |                                                                                            |                      |

## Комментарий
1. ↑  Под «отечественным фильмом» понимается фильм, удоволетворяющий требованиям федерального закона от 22.08.1996 № 123-ФЗ «О государственной поддержке кинематографии Российской Федерации» и «Положению о национальном фильме» Министерства культуры Российской Федерации[1].